# کنارآبادی
کُنارآبادی، روستایی از توابع بخش چغادک شهرستان بوشهر در استان بوشهر ایران است.

## جمعیت
این روستا در دهستان چاه‌کوتاه قرار دارد و براساس سرشماری مرکز آمار ایران در سال ۱۳۹۵ فاقد جمعیت و در سال ۱۳۸۵، جمعیت آن زیر سه خانوار بوده‌است.